# Марч
МАРЧ Инженеринг (на английски: MARCH Engineering) е бивш отбор от Формула 1, конструиращ коли и за други отбори от Великобритания. Въпреки че не е много успешен в тази категория, МАРЧ имат много успехи в по-малки шампионати като Формула 2, Формула 3, Индикар.
Марч е създаден през 1969 г. от Макс Моузли, Алан Рийс, Греъм Коукър и Робин Хърд. Първите букви от имената им (M (Max Mosley), A и R (Alan Rees), C (Graham Coaker) и H (Robin Herd)) дава наименованието на тима на латиница.

## Формула 1
МАРЧ съществуват на 3 етапа във Формула 1. Първият е от влизането си през 1970 г. до 1977 г., когато Макс Моузли напуска и Робин Хърд остава сам. През този период са най-големите успехи на тима, често свързани с финансови затруднения.
През 1977 г. тимът няма клиенти на които да дава колите си и се оттегля от Формула 1, но продължава да произвежда болиди за други шампионати. През 1981 г. се завръща, но само за 2 сезона. МАРЧ пуска акции на борсата с цел да финансира завръщането си и през 1987 г. отново влиза във Формула 1. Всичко това се свързва с името на нов спонсор, който закупува тима и така негов собственик става Акира Акаги. Отборът е преименуван на Лейтън Хаус – на името на спонсора. След финансов скандал през 1992 г. управлението преминава в ръцете на Кен Марбъл, който връща името МАРЧ. Поради финансови проблеми това е и последният сезон за отбора.
В историята на Формула 1 Марч ще остане като отбор с много иновативни идеи, както и млади и талантливи специалисти и пилоти, сред които е и Ейдриън Нюи.

### Победи на Марч във Формула 1
| N | Година | Пилот            | Двигател  | Гуми | Голяма награда | Писта         | Статистика |
| - | ------ | ---------------- | --------- | ---- | -------------- | ------------- | ---------- |
| 1 | 1970   | Джеки Стюърт     | Марч-Форд | Д    | Испания        | Харама        | Статистика |
| 2 | 1975   | Виторио Брамбила | Марч-Форд | Г    | Австрия        | Йостерайхринг | Статистика |
| 3 | 1976   | Рони Петерсон    | Марч-Форд | Г    | Италия         | Монца         | Статистика |